# Rapa Iti
Rapa Iti, gọi tắt là Rapa, là hòn đảo lớn nhất của quần đảo Bass, thuộc chủ quyền của Polynesia thuộc Pháp. Tên gọi cũ của hòn đảo này là Oparo. Tổng diện tích bao gồm cả các đảo nhỏ ngoài khơi là 40,5 km². Nơi cao nhất của đảo thuộc về đỉnh núi Perahu, với độ cao 650 mét. Thủ phủ của đảo này là Ahurei.

## Địa lý
Hình dạng của đảo này trông giống ký tự Sigma (ς) trong bảng chữ cái Hy Lạp, với một vịnh lớn ở ngay trung tâm đảo, được bao quanh bởi một dãy các ngọn núi tương đối cao. Toàn bộ hòn đảo đang được nhìn thấy là đỉnh của một ngọn núi lửa chìm sâu dưới lòng đại dương, và vịnh trung tâm chính là miệng núi lửa. Diện tích của phần đảo chính là 38,5 km². Little Rapa Tauturau là một hòn đảo nhỏ ngoài khơi. Thủ phủ Ahurei nằm tở bờ phía nam của vịnh.
Xã Rapa bao gồm đảo Rapa Iti và 4 bãi đá núi lửa thuộc cụm Marotiri không có người ở. Mặc dù đôi khi được coi là một phần của quần đảo Australes, Rapa Iti và quần đảo Bass có lịch sử địa chất, ngôn ngữ và văn hóa khác nhau.

## Khí hậu
Rapa Iti nằm ở phía nam của Chí tuyến Nam nên nó không có khí hậu nhiệt đới. Thay vào đó, khí hậu của đảo thuộc dạng khí hậu cận nhiệt đới ẩm đại dương. Vào mùa đông, nhiệt độ có thể xuống dưới 9°C vào ban đêm. Mùa hè rất dịu trời và rất hiếm khi nắng gắt. Nói chung, Rapa có nhiều gió do ảnh hưởng từ đại dương và môi trường cận nhiệt đới.

## Sinh vật
Hòn đảo này là nơi sinh sống của loài chim đặc hữu Ptilinopus huttoni, hiện đang rơi vào tính trạng cực kỳ nguy cấp do mất môi trường sống, và chúng bị bắt bởi những con mèo hoang và bị săn bắn. Một vài loài trên cạn lẫn dưới biển cũng đang bị đe dọa. Đây là một trong những Khu vực chim quan trọng hàng đầu được BirdLife International công nhận.